# 中之条ビエンナーレ
中之条ビエンナーレ（なかのじょうビエンナーレ、Nakanojo Biennnale）は、群馬県吾妻郡中之条町において2年おきに開催される国際芸術祭。

## 概要
2007年に総合ディレクターの山重徹夫が第1回となる中之条ビエンナーレ2007を立上げ、以降、2023年までに9回開催され、2025年には第10回の開催が決定している。
一般公募、招聘アーティスト、パートナーシップを組む各国のキュレーターによる企画展などにより、国内外から多数のアーティストが中之条町内のレジデンスで滞在制作を行う日本国内最大規模のアーティスト・イン・レジデンスのプログラムでもある。
2014年からは国際交流プログラムも始まり、隔年で世界各国のパートナーシップ組織との交流企画展や、海外のレジデンスプログラムとの提携事業を行っている。

## 歴史
中之条町は1996年に公開された小栗康平監督の『眠る男』のロケ地となったことを切っ掛けに、廃校や保養所などの施設を芸術文化の育成を目的として有効活用することを始めた。1998年には『眠る男』の背景画を描いた平松礼二が、営業停止した保養所「有傘山荘」にて「吾妻美学校」を設立して、多摩美術大学と東京藝術大学の日本画の卒業生を中心としたアーティスト・イン・レジデンスの先駆けとなる取り組みを行った。その後、第四期生を最後として2006年3月に施設の老朽化と維持費の問題のため「吾妻美学校」は閉校。2006年4月に「吾妻美学校」のカタログ制作のために訪れた山重徹夫が、中之条町より伊参スタジオの教室を借り受け「伊参共同アトリエ」主宰。同年、中之条町での滞在制作の発表として、アーティスト仲間に声をかけ大規模な美術祭を開催することを決定。芸術祭の名称を2005年に訪れて感銘を受けたベニスビエンナーレに因んで「中之条ビエンナーレ」と名付けた。企画当初は運営費などの面で中之条町の協力が得られなかったが、ちょうど開催されていた越後妻有の芸術祭を中之条町長の入内島道隆と視察したことが切っ掛けとなり、中之条町が後援となり全面的な協力を得ることが出来た。
2006年9月に伊参共同アトリエのアーティスト6名が中之条ビエンナーレ実行委員会を組織して、アーティスト主導の大規模な芸術祭の幕開けとなった。

## 開催概要

### 中之条ビエンナーレ2007
- 会期: 2007年9月15日〜10月8日
- 総合受付: 伊参スタジオ公園
- 総合ディレクター：山重徹夫
- 参加アーティスト: 58組
- のべ入場者数：約4万8,000人
- 主催：中之条ビエンナーレ実行委員会
- 後援：中之条町 / 群馬県

### 中之条ビエンナーレ2009
- 会期: 2009年8月22日〜9月23日（木曜定休）
- 総合受付: 伊参スタジオ公園
- 総合ディレクター: 山重徹夫
- 参加アーティスト: 112組
- のべ入場者数：約16万人
- 主催：中之条ビエンナーレ実行委員会
- 後援：中之条町 / 群馬県 / （財）文化・芸術による福武地域振興財団
- 文化庁長官表彰（文化芸術創造都市部門）受賞

### 中之条ビエンナーレ2011
- 会期: 2011年8月20日〜10月2日（木曜定休）
- 総合受付: tsumuji
- 総合ディレクター：山重徹夫
- 入場者累計：35万2千人
- 参加アーティスト: 125組
- 主催：中之条ビエンナーレ実行委員会
- 後援：中之条町 / 中之条町観光協会 / 四万温泉協会 / 沢渡温泉組合 / （財）文化・芸術による福武地域振興財団

### 中之条ビエンナーレ2013
- 会期: 2013年9月13日〜10月14日（木曜定休）
- 総合受付: SATORI
- 総合ディレクター：山重徹夫
- 来場者数累計33万人（27日間）
- 参加アーティスト: 114組
- 展示会場:37ヶ所
- 主催：中之条ビエンナーレ実行委員会
- 後援：中之条町 / 中之条町観光協会 / 四万温泉協会 / 沢渡温泉組合 / （財）文化・芸術による福武地域振興財団

### 中之条ビエンナーレ2015
- 会期: 2015年9月12日〜10月12日（無休）
- 総合受付: 伊参小学校
- 総合ディレクター：山重徹夫
- 来場者数累計47万人（31日間）
- 参加アーティスト: 131組
- 主催：中之条ビエンナーレ実行委員会
- 後援：中之条町 / 中之条町観光協会 / 四万温泉協会 / 沢渡温泉組合

### 中之条ビエンナーレ2017
- 会期: 2017年9月9日(土)−10月9日(月)会期中無休
- 展示会場　町内51ヶ所
- 総合ディレクター：山重徹夫
- 参加アーティスト数　162組
- 全会場入場者累計　のべ42万人
- 主催：中之条町 ⁄ 中之条ビエンナーレ実行委員会 ⁄ 中之条ビエンナーレ運営委員会
- 後援：上毛新聞社 / NHK 前橋放送局 / 群馬テレビ株式会社 / 株式会社エフエム群馬 / イスラエル大使館 / ブルガリア共和国大使館 / 中之条町観光協会 / 四万温泉協会 / 沢渡温泉組合
- 助成：公益財団法人朝日新聞文化財団 ⁄ 損保ジャパン日本興亜「SOMPO アート・ファンド」(企業メセナ協議会 2021 Arts Fund) ⁄
- 協賛：バイテックグリーンエナジー株式会社 ⁄ ガトーフェスタ ハラダ ⁄ 株式会社エヌエスケーエコーマーク

### 中之条ビエンナーレ2019
- 会期: 2019年8月24日(土)−9月23日(月)会期中無休
- 展示会場　町内50ヶ所
- 総合ディレクター：山重徹夫
- 参加アーティスト数　150組
- 全会場入場者累計　のべ39万人
- 主催：中之条町 ⁄ 中之条ビエンナーレ実行委員会 ⁄ 中之条ビエンナーレ運営委員会
- 後援：上毛新聞社 ⁄ NHK前橋放送局 ⁄ 群馬テレビ株式会社 ⁄ 株式会社エフエム群馬
- 助成：公益財団法人朝日新聞文化財団 ⁄ 損保ジャパン日本興亜「SOMPO アート・ファンド」(企業メセナ協議会 2021 Arts Fund) ⁄ 公益社団法人企業メセナ協議会 2021芸術・文化による社会創造ファンド
- 協賛：株式会社バイテックエネスタ ⁄ 株式会社エコセンター

### 中之条ビエンナーレ2021
- 会期: 2021年10月15日(金)−11月14日(日)会期中無休
- 展示会場　町内40ヶ所
- 総合ディレクター：山重徹夫
- 参加アーティスト数　125組
- 全会場入場者累計　のべ30万人
- 主催：中之条町 ⁄ 中之条ビエンナーレ実行委員会 ⁄ 中之条ビエンナーレ運営委員会
- 後援：上毛新聞社／群馬テレビ株式会社／株式会社エフエム群馬
- 助成：公益財団法人三菱 UFJ 信託地域文化財団／公益財団法人朝日新聞文化財団
- 協賛：株式会社バイテックエネスタ／アトムサポート株式会社／アトミクス株式会社／吾妻職業安定協会／吾妻ライオンズクラブ／株式会社中之条パワー／株式会社町田電器／株式会社武藤組／東光建設株式会社／中之条ロータリークラブ／吉澤建設株式会社

### 中之条ビエンナーレ2023
- 会期: 2023年9月9日(土)-10月9日(日)の31日間会期中無休
- 展示会場　町内44ヶ所
- 総合ディレクター：山重徹夫
- 参加アーティスト数　125組
- 全会場入場者累計　のべ48万人
- 主催：中之条町 ⁄ 中之条ビエンナーレ実行委員会 ⁄ 中之条ビエンナーレ運営委員会
- 後援：上毛新聞社 ⁄ NHK前橋放送局 ⁄ 群馬テレビ株式会社 ⁄ 株式会社 エフエム群馬
- 助成：公益財団法人朝日新聞文化財団
- 協賛：株式会社バイテックエネスタ ⁄ アトムサポート株式会社 ⁄ アトミクス株式会社 ⁄ 株式会社中之条パワー

## 経済効果
中之条ビエンナーレによる地域活性化の調査を「群馬経済研究所」が2016年9月号で発表している。来場者アンケートによる使用金額の平均と延べ来場者数を基に計算したところ、2007年3000万円、2009年2億２千万円、2011年5億円、2013年5億１千万円、2015年6億円。2007年からの8年間だけで20億円近い経済効果を算出していることになる。これは有数の温泉地でもある同町の閑散期と言われていた（夏休み後から紅葉が始まるまで）シーズンの宿泊施設の予約数が、中之条ビエンナーレの開催をきっかけに軒並み増加していることで容易に解釈できる。